# Wola Owsiana
Wola Owsiana – wieś w Polsce położona w województwie łódzkim, w powiecie kutnowskim, w gminie Oporów.

## Historia
W 1939 roku podczas Kampanii wrześniowej we wsi żołnierze Wehrmachtu rozstrzelali 3 osoby, które pochowane zostały na cmentarzu w Oporowie.
W latach 1975–1998 miejscowość administracyjnie należała do województwa płockiego.